# Знаковий індикатор
Зна́ковий (знакосинтезува́льний) індика́тор — прилад (індикатор), у якому інформація (літери, цифри, геометричні фігури, умовні знаки тощо), призначена для зорового сприймання, відображується за допомогою одного чи сукупності дискретних елементів.

## Загальний опис
В залежності від принципу формування знака (символу) знакові індикатори можна розділити на знакомоделювальні, знакогенерувальні і знакосинтезувальні.
- Знакомоделювальні індикатори засновані на використанні набору готових знаків, за допомогою яких інформація відображається на екрані або носії інформації (електролюмінесцентні індикатори, ЕПТ, друкувальні пристрої тощо).
- Знакогенерувальні індикатори засновані на використанні в основному ЕПТ. У них знаки генеруються в процесі відображення і відтворюються на екрані за допомогою променя.
- Знакосинтезувальні індикатори засновані на синтезі (створенні) знака з окремих дискретних елементів. Створення знака здійснюється шляхом запалювання або гасіння відповідних індикаторних елементів (сегментний індикатор, матричний індикатор).

У знакомоделювальних і більшості знакогенерувальних індикаторів необхідні знаки (частіше всього літери і цифри) формуються з окремих дискретних елементів: ліній (сегментів), точок, рядків телевізійного растру. На якість відтворення знаків впливає число елементів, використаних для формування знака. Встановлено, що для якісного зчитування цифро-літерного алфавіту число сегментів повинно лежати в межах 8-16. При растровому способі оптимальне число рядків растра, що припадає на один знак, дорівнює 10. Збільшення числа рядків понад 10 вже не приводить до збільшення точності зчитування знаків. При точковому способі утворення знаків оптимальною вважається матриця 5x7 або 6x9. Подальше збільшення розмірів точкової матриці вже не призводить до підвищенню якості читання знака. При цьому оптимальне відношення висоти знака до діаметра точки лежить в межах від 7:1 до 13:1. Взаємне перекриття точок зменшує точність зчитування. Для отримання зображення з ілюзією безперервної яскравості необхідно, щоб відстань між точками не перевищувала 1.
Читаність знаків, утворених сегментним, растровим або крапковим способом, практично однакова. Це відноситься до знаків без перекриття окремих елементів. В іншому випадку штрихові символи мають деяку перевагу по точності розпізнання в порівнянні з точковими знаками. При цьому перевага тим більша, чим більше відсоток перекриття знаків.
Для відображення знаків можуть використовуватися різні типи індикаторів: електролюмінесцентні, вакуумні (накальні і люмінесцентні), газорозрядні, рідкокристалічні, тиратрони тліючого розряду, світловипромінювальні діоди, лампи розжарювання (проєкційні та світлодіодні), ЕПТ. При їх створенні повинні враховуватися інженерно-психологічні вимоги до знакової індикації.